# Дискавъри (совалка)
Космическата совалка „Дискавъри“ (на английски: Discovery, Откритие) е третата космическа совалка от програмата „Спейс Шатъл“. След катастрофите с Чалънджър и Колумбия, тя остава най-старата совалка във флотилията. Тя е и първата совалка, която е официално извадена от употреба. Дискавъри има и най-много полети – 39, от които 13 до МКС и 2 до Мир.
Сред най-известните мисии на „Дискавъри“ е извеждането в орбита на телескопа Хъбъл.

## Полети
| №  | Дата              | Мисия   | Бележки | Продължителност на полета               |
| -- | ----------------- | ------- | --- | --------------------------------------- |
| 1  | 30 август 1984    | STS-41D | Първи полет на Дискавъри. Екипаж: Хенри Хартсфийлд (командир), Майкъл Коутс (пилот), Ричард Малън, Стивън Хоули, Джудит Резник и Чарлс Уокър. Изстрелва два комуникационни сателита. | 6 дена, 00 часа 56 минути и 04 секунди  |
| 2  | 8 ноември 1984    | STS-51A | Изстрелва два комуникационни сателита и спасява друг. | 7 дена, 23 часа 44 минути и 56 секунди  |
| 3  | 24 януари 1985    | STS-51C | Изстрелва американския военен сателит Magnum ELINT. | 3 дена, 01 часа 33 минути и 23 секунди+ |
| 4  | 12 април 1985     | STS-51D | Изстрелва два комуникационни сателита. | 6 дена, 23 часа 55 минути и 23 секунди  |
| 5  | 17 юни 1985       | STS-51G | Изстрелва два комуникационни сателита. Султан Ал Сауд става първият гражданин на Саудитска Арабия, летял в космоса. | 7 дена, 01 часа 38 минути и 52 секунди  |
| 6  | 27 август 1985    | STS-51I | Изстрелва два комуникационни сателита. Хваща, поправя и пуска отново сателита LEASAT F3. | 7 дена, 02 часа 17 минути и 42 секунди  |
| 7  | 29 септември 1988 | STS-26  | Първи полет на совалка след катастрофата с Чалънджър. Екипаж: Фредерик Хоук (командир), Ричард Коуви (пилот), Джон Лаундж, Джордж Нелсън и Дейвид Хилмърс. Изстрелва TDRS. | 4 дена, 01 часа 00 минути и 11 секунди  |
| 8  | 13 март 1989      | STS-29  | Изстрелва TDRS сателит. | 4 дена, 23 часа 38 минути и 52 секунди  |
| 9  | 22 ноември 1989   | STS-33  | Изстрелва военен сателит Magnum ELINT. | 5 дена, 00 часа 06 минути и 49 секунди  |
| 10 | 24 април 1990     | STS-31  | Изстрелва космическия телескоп Хъбъл. | 5 дена, 01 часа 16 минути и 06 секунди  |
| 11 | 6 октомври 1990   | STS-41  | Изстрелва космическата сонда Одисей. | 4 дена, 02 часа 10 минути и 04 секунди  |
| 12 | 28 април 1991     | STS-39  | Изстрелва военния сателит AFP675. | 8 дена, 07 часа 22 минути и 23 секунди  |
| 13 | 12 септември 1991 | STS-48  | Изстрелва научния сателит UARS. | 5 дена, 08 часа 27 минути и 38 секунди  |
| 14 | 22 януари 1992    | STS-42  | Извежда лабораторията IML-1. | 8 дена, 01 часа 14 минути и 44 секунди  |
| 15 | 2 декември 1992   | STS-53  | Извежда военен товар в орбита. | 7 дена, 07 часа 19 минути и 47 секунди  |
| 16 | 8 април 1993      | STS-56  | Извежда атмосферната лаборатория ATLAS-2. | 9 дена, 06 часа 08 минути и 24 секунди  |
| 17 | 12 септември 1993 | STS-51  | Изстрелва комуникационния сателит ACTS. | 9 дена, 20 часа 11 минути и 11 секунди  |
| 18 | 3 февруари 1994   | STS-60  | Извежда WSF. | 7 дена, 06 часа 08 минути и 36 секунди  |
| 19 | 9 септември 1994  | STS-64  | Изстрелва експеримента LITE. | 10 дена, 22 часа 49 минути и 57 секунди |
| 20 | 3 февруари 1995   | STS-63  | Среща се с космическата станция Мир. | 8 дена, 06 часа 29 минути и 36 секунди  |
| 21 | 13 юли 1995       | STS-70  | Извежда седмия TDRS сателит. | 8 дена, 22 часа 20 минути и 05 секунди  |
| 22 | 11 февруари 1997  | STS-82  | Извършва втория ремонт на космическия телескоп Хъбъл. | 9 дена, 23 часа 38 минути и 09 секунди  |
| 23 | 7 август 1997     | STS-85  | Изстрелва криогенните инфрачервени спектрометри и телескопи. | 11 дена, 20 часа 28 минути и 07 секунди |
| 24 | 2 юни 1998        | STS-91  | Последно скачване на совалка с космическата станция Мир. | 9 дена, 19 часа 55 минути и 01 секунди  |
| 25 | 29 октомври 1998  | STS-95  | Извежда SPACEHAB. Втори полет на Джон Глен, Педро Дуке става първият Испанец в космоса. | 8 дена, 21 часа 44 минути и 56 секунди  |
| 26 | 27 май 1999       | STS-96  | Доставя запаси и оборудване на МКС. | 9 дена, 19 часа 13 минути и 57 секунди  |
| 27 | 19 декември 1999  | STS-103 | Извършва първата част от третия ремонт на космическия телескоп Хъбъл. | 7 дена, 23 часа 11 минути и 34 секунди  |
| 28 | 11 октомври 2000  | STS-92  | Доставя опорна конструкция Z1 на МКС; стотен полет на космическа совалка. | 12 дена, 21 часа 43 минути и 47 секунди |
| 29 | 8 март 2001       | STS-102 | Полет за ротация екипажа на МКС (Експедиция 1 и Експедиция 2) | 12 дена, 19 часа 51 минути и 57 секунди |
| 30 | 10 август 2001    | STS-105 | Полет за ротация екипажа на МКС (Експедиция 2 и Експедиция 3) | 11 дена, 21 часа 13 минути и 52 секунди |
| 31 | 26 юли 2005       | STS-114 | Първи полет на космическа совалка след инцидента със совалката Колумбия; доставя провизии на МКС; тества нови процедури за безопасност; закарва МТМ Рафаело до МКС. | 13 дена, 21 часа 33 минути и 00 секунди |
| 32 | 4 юли 2006        | STS-121 | Втори полет на космическа совалка след инцидента със совалката Колумбия; доставя провизии на МКС; тества нови процедури за безопасност; закарва МТМ Леонардо до МКС. | 12 дена, 18 часа 37 минути и 54 секунди |
| 33 | 9 декември 2006   | STS-116 | Полет за ротация екипажа на МКС; доставя и монтира опорна конструкция P5; последен полет от стартова площадка 39-B; първо нощно изстрелване на совалка след инцидента с Колумбия. | 12 дена, 20 часа 44 минути и 16 секунди |
| 34 | 23 октомври 2007  | STS-120 | Полет за ротация екипажа на МКС; доставя и монтира модула Хармъни на МКС. Памела Мелрой става втората жена в света командир на космически кораб. | 15 дена, 02 часа 23 минути и 55 секунди |
| 35 | 31 май 2008       | STS-124 | Доставя японския модул-лаборатория Кибо на МКС. | 13 дена, 18 часа 13 минути и 07 секунди |
| 36 | 15 март 2009      | STS-119 | Полет за ротация екипажа на МКС; доставя и монтира опорна конструкция S6 с прилежащите ѝ слънчеви панели и батерии. Подменя система за превръщане на урина в питейна вода. | 12 дена, 19 часа 29 минути и 33 секунди |
| 37 | 28 август 2009    | STS-128 | Полет за ротация екипажа и доставяне на провизии на МКС посредством МТМ Леонардо. Също доставя на станцията пътека за бягане, наречена на Стивън Колбърт. | 13 дена, 20 часа 54 минути и 40 секунди |
| 38 | 5 април 2010      | STS-131 | Полет доставяне на провизии на МКС посредством МТМ Леонардо. По време на тази мисия за първи път в космоса има 4 жени и също така за първи път летят едновременно двама японци. | 15 дена, 02 часа 47 минути и 10 секунди |
| 39 | 24 февруари 2011  | STS-133 | Полет доставяне на провизии на МКС посредством МТМ Леонардо при който Леонардо остава за постоянно на станцията. Доставени са и ELC-4 и Робонавт 2. Това е последната мисия на совалката Дискавъри. Екипаж: Стивън Линдзи (командир), Ерик Боу (пилот), Никол Стот, Бенджамин Дрю, Майкъл Барат и Стивън Боуен. | 13 дена, 19 часа 04 минути и 50 секунди |

‡ Най-дълга мисия на Дискавъри

+ Най-къса мисия на Дискавъри

## Емблеми на мисиите
| Сборна емблема за всички мисии на совалката Дискавъри | Сборна емблема за всички мисии на совалката Дискавъри | Сборна емблема за всички мисии на совалката Дискавъри | Сборна емблема за всички мисии на совалката Дискавъри | Сборна емблема за всички мисии на совалката Дискавъри | Сборна емблема за всички мисии на совалката Дискавъри | Сборна емблема за всички мисии на совалката Дискавъри | Сборна емблема за всички мисии на совалката Дискавъри |
| Емблеми на мисиите на Дискавъри                       | Емблеми на мисиите на Дискавъри                       | Емблеми на мисиите на Дискавъри                       | Емблеми на мисиите на Дискавъри                       | Емблеми на мисиите на Дискавъри                       | Емблеми на мисиите на Дискавъри                       | Емблеми на мисиите на Дискавъри                       | Емблеми на мисиите на Дискавъри                       |
| ----------------------------------------------------- | ----------------------------------------------------- | ----------------------------------------------------- | ----------------------------------------------------- | ----------------------------------------------------- | ----------------------------------------------------- | ----------------------------------------------------- | ----------------------------------------------------- |
|                                                       |                                                       |                                                       |                                                       |                                                       |                                                       |                                                       |                                                       |
| STS-41D                                               | STS-51A                                               | STS-51C                                               | STS-51D                                               | STS-51G                                               | STS-51I                                               | STS-26                                                | STS-29                                                |
|                                                       |                                                       |                                                       |                                                       |                                                       |                                                       |                                                       |                                                       |
| STS-33                                                | STS-31                                                | STS-41                                                | STS-39                                                | STS-48                                                | STS-42                                                | STS-53                                                | STS-56                                                |
|                                                       |                                                       |                                                       |                                                       |                                                       |                                                       |                                                       |                                                       |
| STS-51                                                | STS-60                                                | STS-64                                                | STS-63                                                | STS-70                                                | STS-82                                                | STS-85                                                | STS-91                                                |
|                                                       |                                                       |                                                       |                                                       |                                                       |                                                       |                                                       |                                                       |
| STS-95                                                | STS-96                                                | STS-103                                               | STS-92                                                | STS-102                                               | STS-105                                               | STS-114                                               | STS-121                                               |
|                                                       |                                                       |                                                       |                                                       |                                                       |                                                       |                                                       |                                                       |
| STS-116                                               | STS-120                                               | STS-124                                               | STS-119                                               | STS-128                                               | STS-131                                               | STS-133                                               |                                                       |